# انتخابات مجلس کره جنوبی (۲۰۲۰)
انتخابات مجلس کره جنوبی (انگلیسی: 2020 South Korean legislative election) بیست و یکمین دوره  انتخابات قانونگذاری این کشور در ۱۵ آوریل ۲۰۲۰ برگزار می‌شود. تمام ۳۰۰ عضو مجلس شورای ملی با انتخاب ۲۵۳ نفر از حوزه‌های انتخاباتی با نظام انتخاباتی نخست‌نفری  انتخاب می‌شوند و ۴۷ نفر از فهرست نمایندگی تناسبی احزاب انتخاب می‌شوند. نظام انتخاباتی و تعداد اعضای شورای ملی نیز امکان دارد قبل از انتخابات ۲۰۲۰ به دلیل اصلاحات در قانون اساسی و اصلاحات انتخاباتی پیشنهاد شده توسط رئیس‌جمهور فعلی، ماه جائه، تغییر کند.
در این انتخابات که با حضور ۶۶٫۲ درصد مردم رکورد مشارکت در ۲۸ سال اخیر را شکست، لی هائه چان رهبرحزب مینجو کره جنوبی در ائتلاف با دیگر احزاب،موفق شد اکثریت مطلق مجلس کره را با کسب ۱۸۰ کرسی به دست آورد و حزب آینده متحد به رهبری هوآنگ کیو-آن را شکست دهد. این انتخابات در حالی که فاصله‌گذاری اجتماعی ناشی از ویروس کرونا در حوزه‌های اخذ رای وجود داشت برگزار گردید.

## نظام انتخاباتی
در انتخابات ۲۰۱۶ تعداد ۳۰۰ عضو شورای ملی انتخاب شدند که از این تعداد ۲۵۳ یعنی (۸۴٪) از حوزه‌های نظام انتخاباتی نخست‌نفری انتخاب شدند و ۴۷ (۱۶٪) نفر از طریق فهرست احزاب بسته به صورت تک‌رأی انتقال‌پذیر نمایندگی تناسبی انتخاب شدند. مطابق با قانون انتخابات رسمی کره جنوبی، بزرگترین روش باقیمانده سهمیه بندی هار. است که برای به‌دست آوردن کرسی از طریق نمایندگی تناسبی احزاب نیاز دارند در آستانه انتخابات آن فهرست را تصویب کنند به طوریکه احزاب از ۵ ولسوالی تک‌رأی انتقال‌پذیر یا ۳٪ از کل آراء فهرست احزاب را دارا باشند.

## محدودیت در نامزدها
کاندیداهای مجلس شورای ملی موظف هستند مبلغ ۱۵٬۰۰۰٬۰۰۰ را برای برنده انتخابات مجلس بپردازند (تا دسامبر سال ۲۰۱۷، ۱۴۰۰۰ دلار آمریکا محاسبه می‌شد)، نکته دیگر طبق قانون امنیت ملی، دادگاه قانون اساسی از ثبت نام نیروهای «چپ» و نمایندگانی که طرفدار احزاب کره شمالی هستند ممانعت می‌کند، هرچند وجود این ماده در انتخابات اخیر تأثیری نداشت.

## تاریخ و پروسه انتخابات
انتخابات ۲۰۲۰ مجلس شورای ملی براساس ماده ۳۴ قانون انتخابات رسمی مجلس در ۱۵ آوریل برگزار می‌شود، روز برگزاری انتخابات مجلس مقننه ۵۰ روز مانده به انتهای موعد تصدی اعضای شورای ملی در اولین چهارشنبه برگزار خواهد شد. حداقل سن برای رأی دهندگان واجد شرایط ۱۹ سال است که موظف هستند در روز انتخابات ثبت نام کنند، رای‌دهندگان برای ثبت نام در محل رای‌گیری نیاز به نشان دادن فرم تأیید شده شناسایی یا کارت شناسایی هستند. نظرسنجی‌ها در روز انتخابات از ۶ صبح تا ۶ بعد از ظهر برگزار می‌شود که مطابق زمان استاندارد کره است (۲۱: ۰۰–۰۹: ۰۰ UTC، ۱۴–۱۵ آوریل).
از سال ۲۰۰۹، رای‌دهندگان قادر بودند در خارج از کشور نیز رای بدهند. همچنین رأی دهندگان می‌توانند بدون اطلاع قبلی در رای‌گیری‌ها در کره شرکت کنند.

رنگ قرمز: ۲۵۳, نظام نخست نفری (اکثریت نسبی)
رنگ آبی: ۳۰، فهرست تناسبی (جبرانی)
رنگ سبز: ۱۷, فهرست احزاب تناسبی

اصلاحیه  انتخابات، شامل تعیین ۱۷ تن از هیئت مدیره و اعضایی که به شیوه تناسبی انتخاب شدند بعلاوه اعضایی که اکثریت را در مجلس کسب کردند.